# Wag the Dog
Wag the Dog är en amerikansk komedifilm från 1997 i regi av Barry Levinson. I huvudrollerna ses Dustin Hoffman, Robert De Niro och Anne Heche. Filmen hade biopremiär i USA den 25 december 1997.

## Handling
När den amerikanske presidenten hamnar i blåsväder på grund av en sexskandal anlitas en av Hollywoods främsta filmproducenter för att se till så att skandalen hamnar i skymundan. Producenten manipulerar medierna med en påhittad historia som antyder att USA är på väg att dras in i ett krig mot Albanien. Därmed flyttas fokus till att stå upp för det egna landet.

## Om filmen
- Wag the Dog är baserad på Larry Beinharts roman American Hero.
- Titeln syftar på ett skämt, som går:Why does a dog wag its tail? Because a dog is smarter than its tail. If the tail was smarter, the tail would wag the dog. 
 (Varför viftar hunden på svansen? För att hunden är smartare än svansen. Hade svansen varit smartare, så hade svansen viftat på hunden).
- 1998-1999 inträffade Bill Clintons sexskandal och Kosovokriget utkämpades, vilket ledde till att paralleller till verkligheten drogs.[2]

## Rollista i urval
- Dustin Hoffman - Stanley Motss
- Robert De Niro - Conrad Brean
- Anne Heche - Winifred Ames
- Denis Leary - Fad King
- Willie Nelson - Johnny Dean
- Andrea Martin - Liz Butsky
- Kirsten Dunst - Tracy Lime
- William H. Macy - CIA-agent Charles Young
- John Michael Higgins - John Levy
- Suzie Plakson - Grace
- Woody Harrelson - sergeant William Schumann
- Stephanie Kemp - assistent #1
- Jack Esformes - assistent #2
- John Cho - assistent #3
- Michael Reid Davis - assistent #4

### Fotnoter
1. ↑  ”Wag the Dog” (på engelska). Box Office Mojo. 25 december 1997. http://www.boxofficemojo.com/movies/?id=wagthedog.htm. Läst 7 november 2016.
2. ↑  ”Filmfestivalen i Berlin:”. Dagens nyheter. 23 februari 1998. Arkiverad från originalet den 8 november 2016. https://web.archive.org/web/20161108133608/https://www.dn.se/arkiv/teater/filmfestivalen-i-berlin-brasiliansk-film-tog-finaste-priset-roadmovien-central/. Läst 7 november 2016.